# Manuel Jiménez de Parga
Manuel Jiménez de Parga y Cabrera (Granada, 9 de abril de 1929-Madrid, 7 de mayo de 2014) fue un jurista, político y diplomático español. Presidente del Tribunal Constitucional (2001-2004).

## Biografía
Nació en Granada. Hijo de Manuel y Ana. El matrimonio tuvo doce hijos.
Licenciado en Derecho con Premio Extraordinario por la Universidad de Granada (1951) y Doctor en Derecho por la Universidad de Madrid (1953). Amplió estudios en las Universidades de Heidelberg, Múnich y París.
Profesor encargado de la cátedra de Derecho político en la Universidad de Madrid (1956); catedrático por oposición de la Facultad de Derecho de la Universidad de Barcelona (1957-1977); Profesor emérito de la Universidad de Bauru, São Paulo (Brasil, 1969). Integrante de la oposición monárquica, se significó por su posición opuesta a la Dictadura, defendió a algunos acusados ante el Tribunal de Orden Público, así como por su europeísmo. Por ello el 4 de noviembre de 1966 fue agredido en Sabadell por un grupo de incontrolados.
Ocupó diversos cargos en el ámbito docente y político: Decano de la Facultad de Derecho (1976) y Rector, en funciones, de la Universidad de Barcelona (1976-1977); Diputado en las cortes constituyentes (1977); Ministro de Trabajo (1977-78); Embajador-Representante permanente de España ante la OIT (Ginebra, 1978-1981); Presidente de la Conferencia Interamericana de Trabajo (1980); Catedrático de derecho constitucional en la Universidad de Madrid (1981-1995); Consejero de Estado (1986-1995); Magistrado del Tribunal Constitucional (1995); Presidente del Tribunal Constitucional (2001-2004).
Fundador del bufete Jiménez de Parga Abogados.

## Distinciones
- Doctor honoris causa por la Universidad de Burdeos (1962)
- Caballero Gran Cruz de la Real Orden de Carlos III (24 de febrero de 1978).[5]
- Miembro de la Orden del Mérito Constitucional (8 de diciembre de 1988).
- Miembro de la Academia Nacional de Derecho y Ciencias Sociales (Córdoba, Argentina, 1994).
- Medalla de Oro de Ramón Carande (10 de octubre de 1997).
- Caballero Gran Cruz de la Orden de Alfonso X el Sabio (25 de junio de 1999),[6] al jubilarse como Catedrático después de más de 45 años de actividad docente.
- Medalla de Servicios Prestados a la Universidad (28 de enero de 2000).
- Académico de Honor de la Real de Jurisprudencia y Legislación de Granada (14 de mayo de 2000).
- Hijo Predilecto de Andalucía (19 de febrero de 2002).[7]
- Medalla de Oro al Mérito por la Ciudad de Granada.
- Premio Pelayo para Juristas de Reconocido Prestigio (2002).[8]
- Doctor honoris causa por la Universidad Rey Juan Carlos de Madrid (2004)
- Caballero Gran Cruz de la Orden del Dos de Mayo.
- Caballero Gran Cruz de la Orden de San Raimundo de Peñafort (5 de diciembre de 2013).[9]